# Волица (Чортковский район)
Волица (укр. Волиця) — село в Гримайловской поселковой общине Чортковского района Тернопольской области Украины.
До 2020 года входило в Гусятинский район.
Код КОАТУУ — 6121681802. Население по переписи 2001 года составляло 303 человека.

## Географическое положение
Село Волица находится в 1,5 км от правого берега реки Збруч,
на расстоянии в 0,5 км от села Калагаровка.
Через село проходит автомобильная дорога Т-0903.

## История
- 1782 год — дата основания.